# کیت فاگان
کیت فاگان (انگلیسی: Kit Fagan؛ زادهٔ ۵ ژوئن ۱۹۵۰) بازیکن فوتبال اهل بریتانیا است.
از باشگاه‌هایی که در آن بازی کرده‌است می‌توان به باشگاه فوتبال لیورپول و باشگاه فوتبال ترانمره راورز اشاره کرد.